# 小野寺直助
小野寺 直助（おのでら なおすけ、1883年5月31日 - 1968年11月3日）は、日本の医学者、内科医。岩手県胆沢郡前沢町（現・奥州市）出身。小野寺式圧診法の考案者。

## 略歴
旧制盛岡中学校、第一高等学校を経て、京都帝国大学福岡医科大学（九州大学医学部の前身）卒業。30歳の若さで九州帝国大学教授に就任。消化器研究に尽力し、特に胃運動曲線照射法で恩賜金記念賞を授与される。「胃運動曲線に関する研究」「圧診法に関する研究」は医学会不滅の業績とされる。
1943年（昭和18年）に退官後は、満州国にわたり新京特別市立第一病院長に就任。
1945年（昭和20年）8月19日、第二次世界大戦終結後の混乱の中、新たに発足した新京日本人会の会長に就任。日本人避難民の救済にあたる。
1963年（昭和38年）文化功労者。
1964年（昭和39年）勲二等旭日重光章。1968年（昭和43年）11月3日死去。85歳没。
久留米医科大学初代学長、九州帝国大学医学部長、同温泉治療研究所長、日本内科学会会頭、日本学士院会員などの要職を歴任した。

## 栄典
- 1943年（昭和18年）6月25日 - 正三位[4]